# Halkosaari (ö i Mellersta Finland, Keuruu)
Halkosaari är en ö i Finland. Den ligger i sjön Keurusselkä och i kommunen Keuru i den ekonomiska regionen  Keuru ekonomiska region  och landskapet Mellersta Finland, i den södra delen av landet, 220 km norr om huvudstaden Helsingfors. Öns största längd är 0,5 kilometer i sydöst-nordvästlig riktning.